# Lézotenga
Lézotenga, également orthographié Lézogtenga, est une commune située dans le département de Gounghin de la province du Kouritenga dans la région du Centre-Est au Burkina Faso.

## Géographie
Lézotenga est situé à 15 km au Sud-Ouest de Gounghin, le chef-lieu du département, et de la route nationale 4.

## Démographie
| 2003  | 2006  | 2012 |
| ----- | ----- | ---- |
| 2 004 | 1 993 | -    |

## Santé et éducation
Lézotenga accueille un centre de santé et de promotion sociale (CSPS).